# Bukurešťská smlouva (1916)

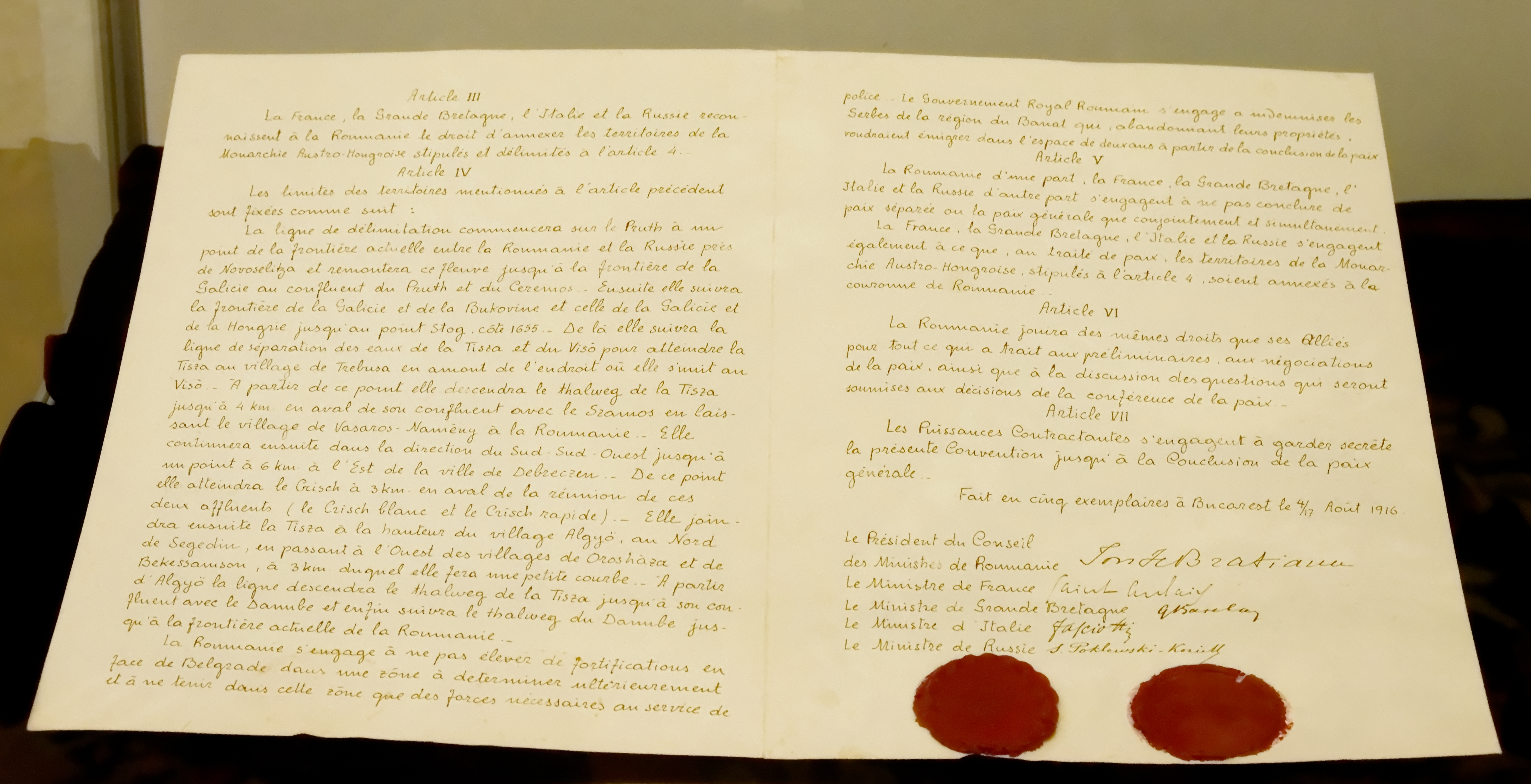
Závěrečné strany smlouvy s podpisy rumunského ministra zahraničí a velvyslanců mocností Dohody

Bukurešťská smlouva podepsaná v Bukurešti 17. srpna 1916 zástupci Dohody a Rumunského království zavazovala Rumunsko vstoupit do první světové války proti Centrálním mocnostem. Na stranu Dohody se v probíhající válce Rumunsko přidalo za příslib územních zisků na úkor Rakouska-Uherska. Šlo konkrétně o uherské regiony Sedmihradsko, Krišana a Marmaroš na západě ohraničené řekou Tisou, Banát a Bukovinu. Francie, Spojené království, Rusko a Itálie se v rámci této tajné dohody zavázaly dodat Rumunsku zbraně a munici. Rusko přislíbilo podpořit Rumuny svou armádou v Dobrudži a útokem proti rakousko-uherské Haliči a Francie se zavázala k útoku proti Bulharsku. Smlouvu podepsali rumunský ministr zahraničí Ion I. C. Brătianu, ruský velvyslanec Stanisław Koziełł Poklewski, italský velvyslanec Carlo Fasciotti, britský velvyslanec George Barclay a francouzský velvyslanec Charles de Beaupoil.
Na základě tohoto dokumentu Rumunsko 27. srpna 1916 vyhlásilo válku Rakousku-Uhersku. O den později napadla rumunská armáda v Karpatech rakousko-uherské území a postoupila do Sedmihradska.